# اليوم العالمي للعسر

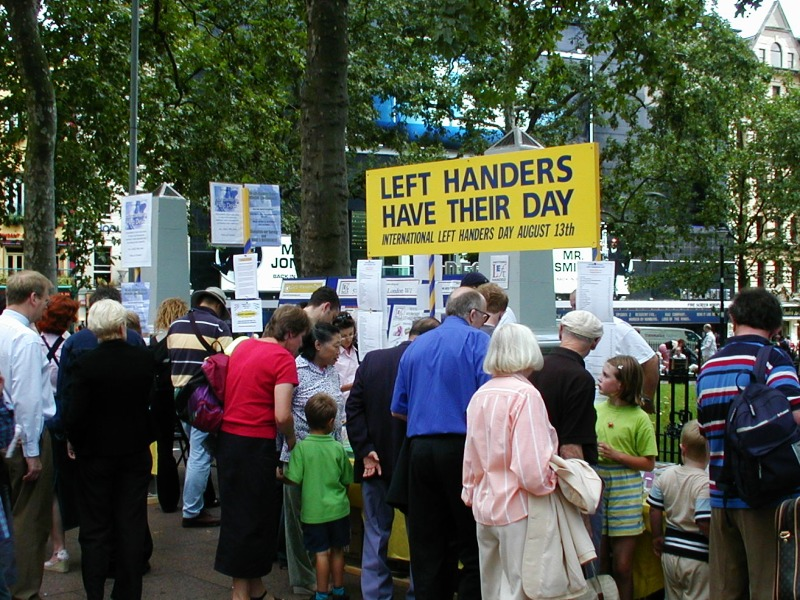
في اليوم العالمي لعسريي اليد في المملكة المتحدة عام 2002

اليوم العالمي للعُسْر (بالإنجليزية: Left Handers Day)‏ هو يوم عالمي يحتفل به في 13 أغسطس من كل عام، بدأ الاحتفال به عام 1976. تتم التوعية فيه بالأشْخَاص العُسْر (مستخدمي اليد اليسرى)، حيث تصل نسبة الرجال العُسْر في العالم 13%، بينما النساء 11%، بنسبة إجمالية تصل لحوالي 10% من سكان العالم.

## التوعية العالمية
تُقام التوعية عالمياً لتعليم الناس عن العسرية وكيفية التعامل معها وما هي الصفات التي يتصف بها الشخص الأعسر.